# Bolgarščina
Bolgárščina (български език) je južnoslovanski jezik, ki ga govorijo Bolgari, predvsem v Bolgariji. 
Bolgarščina je skupaj z makedonščino, romunščino, albanščino in nekaterimi narečji srbščine povezana v t. i. balkansko jezikovno zvezo. Zato ima nekatere jezikovne značilnosti, ki niso tipične za ostale slovanske jezike, med drugim določno obliko samostalnikov in pridevnikov, ki je tvorjena s sufiksiranim določnim členom: nedoločno žena - določno ženata, kjer ima končnica -ta podoben pomen kot člen -en/-et v danskem primeru kvinde - kvinden (žena). 
Bolgarska pisava je cirilica. Abeceda je pravzaprav enaka ruski, le da je brez ruskih črk ë (jo), э (e) in ы(y). Vsak nabor znakov, ki je primeren za zapis ruščine, je torej primeren tudi za zapis bolgarščine. S pravopisno reformo leta 1945 sta bili iz bolgarske cirilice umaknjeni črki jat (Ѣ, ѣ) in veliki jus (Ѫ, ѫ). 
| Velika črka | Mala črka | izgovorjava                             |
| ----------- | --------- | --------------------------------------- |
| А           | а         | a                                       |
| Б           | б         | b                                       |
| В           | в         | v                                       |
| Г           | г         | g                                       |
| Д           | д         | d                                       |
| Е           | е         | e                                       |
| Ж           | ж         | ž                                       |
| З           | з         | z                                       |
| И           | и         | i                                       |
| Й           | й         | j                                       |
| К           | к         | k                                       |
| Л           | л         | l                                       |
| М           | м         | m                                       |
| Н           | н         | n                                       |
| О           | о         | o                                       |
| П           | п         | p                                       |
| Р           | р         | r                                       |
| С           | с         | s                                       |
| Т           | т         | t                                       |
| У           | у         | u                                       |
| Ф           | ф         | f                                       |
| Х           | х         | h                                       |
| Ц           | ц         | c                                       |
| Ч           | ч         | č                                       |
| Ш           | ш         | š                                       |
| Щ           | щ         | št                                      |
| Ъ           | ъ         | polglasnik (včasih prečrkovan tudi v ă) |
| Ь           | ь         | gl. spodaj                              |
| Ю           | ю         | ju                                      |
| Я           | я         | ja                                      |

V marsikaterem tujem viru črke 'ь' (tanki jer) sploh ne navajajo. Ta črka kljub vsemu obstaja in lahko stoji le med soglasnikom in črko 'о' ter mehča soglasnik.